# Een handje valium
Een handje valium is een hoorspel van Dick Walda. De VARA zond het uit op woensdag 4 januari 1978, van 16:03 uur tot 16:40 uur (met een herhaling op 18 juli 1979). De regisseur was Ad Löbler.

## Rolbezetting
- Eva Janssen (mevrouw Kokel)
- Hans Veerman & Gerrie Mantel (Kasper & Tilly Groothand)
- Hans Karsenbarg (Sjaak Groothand)
- Maria Lindes (Rie Kokel)
- Jan Borkus (Klemkerk)
- Joop van der Donk (de beambte)

## Inhoud
Een blik in de Hollandse binnenkamer anno 1977. Zo’n binnenkamer kan bijvoorbeeld deel uitmaken van een pas gekraakt pand. In dit hoorspel wordt ene mevrouw Kokel door ene Klemkerk, een schurk van een huisbaas, bijna gedwongen naar een andere woning uit te zien, maar zij wil niet. Er moet een bankgebouw komen op de plaats van het huis. Klemkerk is een speculant, een gemene geldwolf. De benedenwoning wordt gekraakt door Kasper en Tilly Groothand, met de labiele broer Sjaak erbij. Tilly maakt veel ruzie met haar schoonbroer en Kasper deelt met gulle hand valium uit om de gemoederen iedere keer te bedaren. Klemkerk wil sleutelgeld van de krakers. Hij heeft een knokploeg als alternatief. Mevrouw Kokel krijgt een attaque. In het ziekenhuis hoort zij haar zus Rie de erfenis reeds verdelen. De krakers weigeren na een bezoek aan het huisvestingsbureau het sleutelgeld te betalen. Kortom, spanning en tumult. De auteur laat ons aan het eind wel mooi zitten, want wij komen er niet achter hoe alles afloopt. Zal de boosaardige Klemkerk zijn bedreigingen waar maken?